# Ugoda węgiersko-chorwacka

Herb powstałego na mocy ugody Trójjedynego Królestwa Chorwacji, Slawonii i Dalmacji

Ugoda węgiersko-chorwacka (chorw. hrvatsko-ugarska nagodba, węg. magyar-horvát kiegyezés) z 1868 była dokumentem ustanawiającym autonomię Chorwacji-Slawonii w Krajach Korony Świętego Stefana (węgierskiej części Austro-Węgier). Obowiązywała do 1918, kiedy to po rozpadzie monarchii Habsburgów Chorwacja weszła w skład Królestwa Serbów, Chorwatów i Słoweńców (Jugosławii).

## Przyczyny doprowadzenia do ugody
Chorwacja w XIX wieku była krajem, który od kilkuset lat wchodził w skład Węgier, jednak zawsze posiadała mniejszą lub większą autonomię (m.in. osobny sejm – Sabor Chorwacki). Podczas Wiosny Ludów Chorwaci poparli dynastię Habsburgów przeciwko powstańcom węgierskim – obawiano się, że niepodległe Węgry będą chciały Chorwatów zmadziaryzować. Nowy monarcha austriacki, Franciszek Józef I nie potrafił jednak odwdzięczyć się Chorwatom za okazaną pomoc – sytuacja ziem chorwackich w Austrii i na spacyfikowanych Węgrzech nie zmieniła się na lepsze.
W 1861 po tym, jak chorwaccy posłowie odmówili wejścia do austriackiej Rady Państwa, cesarz rozwiązał Sabor. Odrodzenie absolutyzmu nie było jednak długie – cesarz zachował m.in. jeden z artykułów ustanowionych wcześniej przez Sabor o stosunkach z Węgrami, które miały uznać chorwacką odrębność. Stało się to podstawą do przyszłej ugody.
Pokonana w 1866 w wojnie z Prusami Austria (wojna prusko-austriacka) zmuszona była do podpisania ugody z Węgrami i w 1867 powstały dualistyczne Austro-Węgry. Węgrzy nie byli skłonni do uznawania odrębności Chorwatów, widzieli ich ziemię jako część Wielkich Węgier, jednak zarówno nieprzejednana postawa Zagrzebia, jak i naciski z Wiednia sprawiły, że w 1868 doszło do podpisania Ugody (Nagodba).

## Treść umowy
Chorwacja jako odrębne królestwo otrzymała pełną autonomię w sprawach administracji, sądownictwa, wyznania i szkolnictwa. Nad sprawami wspólnymi (finanse, rolnictwo, handel, obrona) w Peszcie obradowały osobne wydziały chorwackie. Wspólne kwestie rozpatrywał parlament ogólnowęgierski, na który Chorwaci przysyłali swoją delegację, ale bez prawa głosu w sprawach Chorwacji nie dotyczących.
Sabor Chorwacki miał obradować nad sprawami Chorwacji i Slawonii w języku chorwackim; w jego gmachu miał też być wywieszonych narodowy sztandar chorwacki. W herbie królestwa symbole Chorwacji, Slawonii i Dalmacji przykrywała węgierska Korona Świętego Stefana.
Chorwaci mieli prawo tworzyć własną obronę krajową (Hrvatsko Domobranstwo, Domobrana), która w przeciwieństwie do węgierskiego honvedu posiadała komendę po chorwacku. Oficjalnie pozostawała jednak częścią obrony krajowej Królestwa Węgier (Magyar – Kiralyi Honvedseg).
Chorwacja występowała teraz jako Trójjedyne Królestwo Chorwacji, Slawonii i Dalmacji (Trojedna kraljevina Hrvatska, Slavonija i Dalmacija; Horvát-, Szlavon- és Dalmátországok; Dreieinigen Königreichs Kroatien, Dalmatien und Slawonien), ale była to nazwa na wyrost, gdyż Dalmacja pozostawała w austriackiej części państwa (choć symbole Dalmacji znalazły się w herbie autonomicznego królestwa), a w Chorwacji i Slawonii jeszcze przez kilka lat istniały wydzielone obszary (tzw. Pogranicze Wojskowe), niebędące pod bezpośrednią administracją Zagrzebia.

## Realizowanie umowy
Węgrzy nie zawsze szanowali zapisy umowy z 1868. Kilkukrotnie łamali artykuły o języku chorwackim jako urzędowym, co doprowadziło do zamieszek. W późniejszym okresie próbowali też ingerować w gospodarkę Chorwacji (m.in. przejęli kolej).
Nie rozwiązano też sprawy Rijeki – według umowy miały zostać co do niej podjęte wspólne uzgodnienia, tymczasem Wiedeń przekazał de facto Węgrom „wolną rękę” w rywalizacji o miasto i portem administrował Peszt jako obszarem wydzielonym.